# What About Us? (canción de Brandy)
«What About Us?» es una canción de la cantante estadounidense Brandy Norwood. Fue escrito por LaShawn Daniels, Rodney Jerkins, Kenisha Pratt, Nora Payne, y Norwood para su tercer álbum de estudio, Full Moon (2002), con la producción principal de Jerkins. Un tema poco convencional y agresivo de alta tecnología, el desarrollo de la canción fue motivado por el hecho de que la cantante quería algo diferente: un sonido agresivo, más sexy y más atrevido con un mensaje que empoderara a las mujeres y al mismo tiempo reflejara su propio crecimiento y madurez.
La canción fue lanzada como el primer sencillo del álbum en enero de 2002. "What About Us?" logró entrar en el top 20 en la mayoría de las listas y alcanzó el top 10 en Australia, Dinamarca, Nueva Zelanda, Noruega, Reino Unido y Estados Unidos. En 2003, "What About Us?" recibió un premio BMI Urban Award, mientras que la versión remix de Steve "Silk" Hurley de la canción recibió una nominación para el Premio Grammy a Mejor Grabación Remezclada, no clásica.
El vídeo musical estuvo dirigido por Dave Meyers y filmado en Culver City, California en diciembre de 2001. Se estrenó en MTV el 10 de enero de 2002. Fue nominado para el Viewer's Choice Award en los en los MTV Video Music Awards 2002.

## Trasfondo y grabación
Después del final de la gira promocional de su segundo álbum de estudio Never Say Never (1998), el final de su comedia de situación de UPN Moesha (1996-2001) y una ráfaga de titulares sensacionalistas sobre su crisis nerviosa en noviembre de 1999,Norwood se tomó una larga pausa para reflexionar y tomar algunas miradas introspectivas.A mediados de 2000, comenzó a consagrarse en su carrera musical, contribuyendo con canciones a álbumes como Urban Renewal (2001), que introdujo un borde rasposo y evocador a la voz de Norwood, ahora con un tono más profundo y cálido con un registro más bajo texturizado y un falsete notablemente más fuerte.
A finales de 2000, Norwood finalmente comenzó a concebir ideas para un tercer álbum de estudio con su sello Atlantic.. Mientras Rodney Jerkins, el productor principal de su álbum anterior, y su equipo, habían estado trabajando en varias canciones nuevas para el próximo proyecto de la cantante con la esperanza de recrear la química ganadora de Never Say Never, Norwood quería asegurarse de que estaba ganando más control creativo sobre el proyecto y, por lo tanto, organizó reuniones con todos sus escritores y músicos para discutir los temas líricos y los sonidos que quería  para el álbum.
"What About Us?" fue una de las dos canciones nuevas en las que Jerkins trabajó mientras daba los toques finales a Full Moon en Los Ángeles, California. Norwood entusiasta le pidió a Jerkins que guardara la "pista de alta tecnología poco convencional y agresiva" para el álbum: "Estaba como 'Oh por Dios, Rodney, esta es la indicada", dijo en una entrevista con MTV News al año siguiente. "Esto es exactamente lo que la industria necesita. Quizás podemos cambiar el juego con este.' Él dijo, 'Sí, esto es lo que voy a hacer".Finalmente consultó a sus colaboradores de toda la vida, LaShawn Daniels, Nora Payne y Kenisha Pratt, para reescribir varias letras de la canción, diciendo: "Les dije de lo que quería hablar. ' Este es un disco agresivo, es vanguardista, es sexy. Quiero cantar sobre algo que sea sexy y atrevido". Volví a visitar mi pasado en mi mente y les dije de lo que quería hablar". 
Norwood ha señalado que al equipo le llevó un tiempo conseguirlo porque no quería "ese sonido que ya ha saturado la industria. Es importante para mí marcar tendencia y cambiar las reglas del juego. Fue una gran sensación ver a Rodney volar de esa manera". Norwood coescribió la letra con Daniels, Payne y Pratt, y también estableció la pista de fondo. La canción fue mezclada por Paul Foley y Fabian Marascuillo en Darkchild Studios en Pleasantville, Nueva Jersey, mientras que Norwood grabó la canción en el Hit Factory Criteria en Miami.

## Composición y letras
"What About Us?", el cual Norwood describió como "futurista" y "de alta tecnología", es una canción R&B con influencias del hip hop y también contiene elementos del Adult contemporary y dance pop. La canción dura cuatro minutos y diez segundos e incluye doce instrumentos: la voz de Norwood, seis diferentes sintetizadores, dos elementos de percusión y tambores. "What About Us?" presenta 96 beats por minuto, el cual es un tempo moderado. Está escrito en Mi mayor y la canción va desde la nota C2  a Ab4. En el libro "Ritmo Musical en la Edad de Reproducción Digital", publicado en 2010, el autor Annie Danielson analiza "What About Us?". Describe la canción como "muy compleja" y que está caracterizada por su multilineal textura y ritmo inestable.

## Recepción crítica
"What About Us?" recibió una respuesta mixta a positiva de parte de críticos musicales, quienes complementaron su producción y la compararon con la canción Control de Janet Jackson (1986), la cual Norwood ha citado como una influencia en su canción. Chuck Taylor de Billboard sentía que la pista era "tan llamativa que está destinado a una de esas marcadas canciones de odio o amor". Mientras criticó la "voz genérica" de Norwood sobre la pista, él comentó sobre la compleja pero brillante estructura de la canción, escribiendo que "ciertamente, esto es una manera eficaz de hacerle saber al mundo que Brandy ha regresado y está destinada a ser un monstruo en la radio." Sal Cinquemani De Slant Magazine escribió que la canción estaba "elevando la marca típicamente de pop-R&B de Brandy a una nueva y más vanguardista meseta. En su reseña de álbum de Full Moon, Arion Berger declaró "What About Us?" es el punto destacable en el álbum "con su ritmo incómodo y entrecortado y sus efectos de sonido sarcásticos en el fondo".
Peter Robinson de NME elogió "What About Us?" y escribió: «Brandy ha estado fuera de la escena por un tiempo, pero 'What About Us?' la devuelve a la vida con la fuerza y la devastación de una tortuga que es arrancada del armario y prendida fuego: esto rockea duro, es la punta más alta de la parte superior, mejora con cada escucha, y bien podría ser el mejor trabajo de Rodney desde 'Say My Name'". Un poco más crítico con la pista, su colega Piers Martin encontró que "What About Us?" era "una losa resbaladiza y temblorosa de funk tecnológico que empuja a Brandy, fugazmente, al siglo XXI, mientras que Devon Thomas The Michigan Daily lo llamó "reproducción garantizada de club convencional". Stephen Thomas Erlewine de Allmusic clasificó la canción entre sus tres pistas favoritas del álbum Full Moon junto con la canción principal y "He Is".

## Lanzamiento y rendimiento
AOL Music presentó el estreno mundial exclusivo de "What About Us?" a partir del 2 de enero de 2002. La canción primeramente estuvo disponible exclusivamente para streaming on-demand en su totalidad con una introducción especial grabada por Norwood en el servicio de AOL en AOL Keyword: First Listen, en las web de AOL, incluidas Netscape, OBJETIVO, ICQ y CompuServe, así como en sus servicios internacionales en Australia, Brasil, Canadá, Francia, Alemania, Japón, México, Argentina, y el Reino Unido. La canción era escuchada más de 750,000 veces en un día."What About Us?" fue remezclado por varios productores y DJs, y también generó versiones respectivas con los raperos Nas y Joe Budden. En vez de la versión original, el Simon Vega Remix se reprodujo en radio y televisión en algunos países, incluyendo Alemania, Austria y Suiza. Se suponía que Fats, signatario de Darkchild, aparecería en la versión del álbum de la canción.
"What About Us?" debutó en la semana del 26 de enero de 2002, en la lista Hot 100 de Billboard. Debutó en número 42, llegando al puesto 7 y se mantuvo en el Hot 100 por 18 semanas. En la lista Hot R&B/Hip-Hop Singles & Tracks de Billboard, la canción debutó en número 44, logrando el puesto 3. Además, "What About Us?" alcanzó el top 5 en el chart Rhythmic Top 40, y el top 20 en los charts Top 40 Mainstream y Top 40 Tracks

## Vídeo musical
El vídeo musical de la canción estuvo dirigido por Dave Meyers y producido por Ron Mohrhoff. Fue enteramente filmado en el Ten 9 Fifty Studios en Culver Ciudad, California en diciembre de 2001, presenta baile y secuencias que utilizan pantalla verde. El video no tiene una trama sustancial, pero se enfoca en capturar los "momentos como intérprete" de Norwood, tratando con "diferentes configuraciones" y "belleza, moda, nerviosismo, cadera". En una entrevista con MTV, habla para todas las chicas que han sido tratadas mal de parte de parejas egoístas y malvados. "Las canciones sobre este tipo de cosas de verdad funcionan" observó, articulando el dolor de "las mujeres, desde los 15 o 13 años en adelante [...] Tienen enamoramientos y se lastiman". El video se trataba de "mostrarle al mundo un nuevo lado de mí", agregó.
Ambientado en un mundo de ciencia ficción, el video comienza con una toma larga digitalizada de Norwood de pie sobre una pirámide de hombres arrodillados y tensos, el cual PopMatters describió como apareciendo como el "humano trágicamente castigado en mitología griega", todos aguantando a Norwood en su pedestal. La cámara se acerca a ella y la muestra colocando recuerdos de su relación ahora muerta en un cofre, incluida una promesa escrita en pergamino, un reloj con una cadena, un oso de peluche. A partir de aquí, la escena cambia a un túnel de viento futurista, donde empuña un bate contra teléfonos celulares, buscapersonas bidireccionales y un hombre volador, cuyas gafas de sol se quita. Si bien el video intercala escenas de Norwood actuando en una plataforma con dos hombres pintados de negro con collares y correas, termina con ella sentada en el asiento del pasajero en un lowrider, en medio de un mar de lowriders. Las escenas finales cuentan con apariciones especiales de Rodney Jerkins y el hermano menor de Norwood, Ray J.
La edición final de "¿What About Us?" se estrenó mundialmente al final de su episodio Making the Video en MTV el 10 de enero de 2002. Debutó en la cuenta regresiva de los diez mejores videos de Total Request Live del 25 de enero. El video ingresó a la cuenta regresiva de MuchMusic en Canadá en la semana que terminó el 8 de febrero, y alcanzó el puesto número siete en la semana que terminó el 22 de febrero. El video generalmente recibió críticas mixtas de los críticos, quienes lo llamaron "un video sorprendentemente duro, aparentemente enojado y no muy aventurero" y lo compararon con el video de remezcla de Norwood influenciado por Matrix para U Don't Know Me (Like U Used To)".

## Lista de canciones
Todo fue escrito por LaShawn Daniels, Rodney Jerkins, Brandy Norwood, Nora Payne, y Kenisha Pratt.
| N.º | Título                                          | Productor(es)                     | Duración |
| --- | ----------------------------------------------- | --------------------------------- | -------- |
| 1.  | What About Us? (Radio Version)                  | Jerkins, Daniels                  | 3:57     |
| 2.  | What About Us? (Boogiesoul Remix)               | Jerkins, Daniels, Boogie Brothers | 3:56     |
| 3.  | What About Us? (Simon Vegas Remix)              | Jerkins, Daniels, Simon Vegas     | 3:57     |
| 4.  | What About Us? (Album Instrumental)             | Jerkins                           | 4:09     |
| 5.  | What About Us? (Boogiesoul Remix Instrumental)  | Jerkins, Boogie Brothers          | 3:56     |
| 6.  | What About Us? (Simon Vegas Remix Instrumental) | Jerkins, Vegas                    | 3:55     |

| 2x12", sencillo promocional |                                                |               |          |  |
| N.º                         | Título                                         | Productor(es) | Duración |  |
| 1.                          | «"What About Us?" (Silk Hurley Mix)»           | Jerkins       | 7:37     |  |
| 2.                          | «"What About Us?" (Lenny Bertoldo Radio Edit)» | Jerkins       | 4:03     |  |
| 3.                          | «"What About Us?" (95 North Remix)»            | Jerkins       | 6:29     |  |
| 4.                          | «"What About Us?" (E-Smoove Underground Mix)»  | Jerkins       | 8:27     |  |
| 5.                          | «"What About Us?" (E-Smoove House Mix)»        | Jerkins       | 7:57     |  |
| 6.                          | «"What About Us?" (Lenny Bortoldo Club Mix)»   | Jerkins       | 6:58     |  |
| 7.                          | «"What About Us?" (Kelly G Vocal Mix)»         | Jerkins       | 7:21     |  |
| 47:32                       |                                                |               |          |  |

Notas
- denota productor vocal
- denota productor adicional

## Posicionamiento en listas
| Lista (2002)                           | Posición máxima |
| -------------------------------------- | --------------- |
| Alemania (Offizielle Deutsche Charts)  | 13              |
| Australia (ARIA)                       | 6               |
| Austria (Ö3 Austria Top 40)            | 40              |
| Bélgica (Flandes) (Ultratop 50)        | 20              |
| Bélgica (Valonia) (Ultratop 50)        | 13              |
| Canadá (Digital Song Sales Billboard)  | 16              |
| Dinamarca (Tracklisten)                | 7               |
| Escocia (Scottish Singles Sales Chart) | 8               |
| Estados Unidos (Billboard Hot 100)     | 7               |
| Estados Unidos (Dance Singles Sales)   | 17              |
| Estados Unidos (Hot R&B/Hip-Hop Songs) | 3               |
| Estados Unidos (Mainstream Top 40)     | 17              |
| Estados Unidos (Rhythmic)              | 5               |
| Europa (European Hot 100 Singles)      | 12              |
| Francia (SNEP)                         | 24              |
| Irlanda (IRMA)                         | 17              |
| Italia (FIMI)                          | 26              |
| Nueva Zelanda (Recorded Music NZ)      | 8               |
| Noruega (VG-lista)                     | 11              |
| Países Bajos (Dutch Top 40)            | 15              |
| Países Bajos (Mega Single Top 100)     | 11              |
| Reino Unido (Official Charts Company)  | 4               |
| Reino Unido (UK R&B Chart)             | 1               |
| República Checa (IFPI)                 | 42              |
| Suecia (Sverigetopplistan)             | 16              |
| Suiza (Schweizer Hitparade)            | 8               |

| Lista (2002)                                     | Posición |
| ------------------------------------------------ | -------- |
| Australia (ARIA)                                 | 65       |
| Estados Unidos Billboard Hot 100                 | 65       |
| Estados Unidos Hot R&B/Hip-Hop Songs (Billboard) | 49       |
| Estados Unidos Mainstream Top 40 (Billboard)     | 79       |
| Estados Unidos Rhythmic (Billboard)              | 58       |
| Países Bajos (Dutch Top 40)                      | 132      |
| Reino Unido (OCC)                                | 97       |
| Suiza (Schweizer Hitparade)                      | 80       |

## Historial de versiones
| Región         | Fecha                          | Formato(s)                          | Sello    | Ref(s). |
| -------------- | ------------------------------ | ----------------------------------- | -------- | ------- |
| Estados Unidos | January 18, 2002 (2002-01-18)  | Rítmica contemporánea, radio urbana | Atlantic |         |
| Reino Unido    | February 11, 2002 (2002-02-11) | Vinilo de 12 pulgadas, CD, casete   | Atlantic |         |
| Australia      | February 18, 2002 (2002-02-18) | CD                                  | Atlantic | [ 64 ]  |

## Créditos
Los créditos son una adaptación de las notas de Full Moon
- Brandy Norwood – Voz, escritora
- Rodney "Darkchild" Jerkins – Productor, escritor
- LaShawn Daniels – Productor vocal, escritor
- Paul Foley – edición adicional de pro-tools, ingeniero
- Alex Greggs – efectos digitales, edición de pro-tools
- Marc Lee – Ingeniero asistente
- Fabian Marascuillo – edición adicional de pro-tools, ingeniero
- Nora Payne – escritora
- Kenisha Pratt – escritora
- Javier Valverde – Ingeniero asistente